# لمسلو
لمسلو (به هلندی: Lemselo) یک منطقهٔ مسکونی در هلند است که در دینکل‌لاند واقع شده‌است. لمسلو ۴۴۰ نفر جمعیت دارد.